# Сборная Рюкю по футболу
Сборная Рюкю по футболу — футбольная сборная, представляющая острова Рюкю, входящие в состав Японии. Управляется Футбольной ассоциацией Рюкю.

## Статус
Футбольная ассоциация Рюкю, основанная в 2014 году в городе Окинава, не входит ни в Азиатскую, ни в Океанийскую конфедерации, ни в ФИФА. Является членом Конфедерации независимых футбольных ассоциаций (ConIFA), объединяющей организации непризнанных государств, автономий и этнических объединений.

## Выступления
Сборная Рюкю ни разу не участвовала в крупных международных турнирах. До вступления в ConIFA она провела ряд товарищеских матчей, в том числе против молодёжных сборных Тайваня.
В августе 2014 года сборная Рюкю выиграла международный турнир Восточной Азии — первый, в котором участвовала. В январе 2015 года команда провела товарищеский матч с командой японской Джей-Лиги. В августе рюкюйцы вновь выиграли международный турнир Восточной Азии.
Футболисты Рюкю участвовали в отборе чемпионата мира ConIFA 2018 года. 26 ноября 2016 года они в домашнем матче в Накагусуку проиграли сборной корейцев Японии — 0:9. Этот поединок стал единственным, и рюкюйцы не получили квалификационных очков и не попали в финальную часть чемпионата мира.

## Стадион
Проводит домашние матчи на стадионе «Госамару» в селе Накагусуку. Он рассчитан на 2000 мест.